# Wyspa doktora Moreau (film 1977)
Wyspa doktora Moreau (ang. The Island of Dr. Moreau) – amerykański film przygodowy z 1977 roku w reżyserii Dona Taylora, oparty na motywach powieści Wyspa doktora Moreau Herberta George'a Wellsa.

## Treść[1]
Rok 1911. Dwaj rozbitkowie Andrew i Charlie, trafiają na egzotyczną wyspę. Poszukując osad ludzkich wpadają w pułapkę. Charlie ginie, zaś Andrew, wpada w ręce doktora Moreau, szalonego naukowca, zajmującego się tworzeniem pół-ludzi, pół-zwierząt.

## Obsada[2]
- Burt Lancaster: doktor Paul Moreau
- Michael York: Andrew Braddock
- Nigel Davenport: doktor Montgomery
- Barbara Carrera: Maria
- Nick Cravat: M'Ling
- Richard Basehart: głosiciel prawa
- Fumio Demura: człowiek-hiena

## Wyróżnienia[3]
W 1977 roku film był nominowany do Nagrody Saturn w pięciu kategoriach:
- Najlepszy film sci-fi
- Najlepsza reżyseria - Don Taylor
- Najlepsza charakteryzacja
- Najlepsze kostiumy - Richard La Motte
- Najlepszy aktor w filmie sci-fi - Burt Lancaster